# Skeliuvate, Vilneansk
Skeliuvate (în ucraineană Скелювате) este un sat în comuna Liubîmivka din raionul Vilneansk, regiunea Zaporijjea, Ucraina.

## Demografie
Componența lingvistică a localității Skeliuvate
     Ucraineană (85,44%)
     Rusă (14,56%)
Conform recensământului din 2001, majoritatea populației localității Skeliuvate era vorbitoare de ucraineană (85,44%), existând în minoritate și vorbitori de rusă (14,56%).